# یواس‌اس تنسی (۱۸۶۵)
یواس‌اس تنسی (۱۸۶۵) (به انگلیسی: USS Tennessee (1865)) یک کشتی بود که طول آن ۳۵۵ فوت (۱۰۸ متر) بود. این کشتی در سال ۱۸۶۵ ساخته شد.